# Likijci
Likijci so bili anatolsko ljudstvo, ki je živelo v Likiji.

## Zgodovinski zapisi
Po Herodotu so bili Likijci priseljenci s Krete in pristaši Minosovega brata Sarpedona.  Minos jih je zaradi spora z bratom zaradi dečka Mileta, v katerega sta bila oba zaljubljena, izgnal. Naselili so se na ozemlju v Anatoliji, ki je pripadalo Solimojem (Milijanci). 
Likijci so bili prvotno znani kot Termili, potem pa so se po Pandionovem sinu Likusu preimenovali v Likijce. Njihovi običaji so bili zmes kretskih in karijskih običajev. Herodot omenja tudi neobičajno navado, da so se poimenovali po svojih materah in ne po očetih.
Strabon omenja "trojanske Likijce" in domneva, da niso istovetni s Termili, ki jih je omenjal Herodot.

## Arheologija
V 50. letih 20. stoletja sta P. Demargne in H. Metzger pikolovsko natančno raziskala Ksantos v Likiji, vključno z njegovo  akropolo. Metzger je poročal o odkritju lončenine iz 8. stoletja pr. n. št.  J.M. Cook je zaključil, da najdbe predstavljajo najzgodnejšo obliko materialne kulture v Likiji, ki v prazgodovinskem obdobju ni bila naseljena. Likijci bi lahko bili nomadi, ki so se v Likiji naselili v 8. stoletju pr. n. št.